# Graphium tamerlanus
Graphium tamerlanus is een vlinder uit de familie van de pages (Papilionidae). De wetenschappelijke naam van de soort is voor het eerst geldig gepubliceerd in 1876 door Charles Oberthür.